# Chitrangada (Sohn von Shantanu)
Chitrangada (Sanskrit चित्रांगद, citrāngada m.) war ein König im alten Indien. Im Mahabharata ist er der Sohn von Shantanu und Satyavati und Thronfolger Shantanus nach dessen Tod.

## Chitrangada im Mahabharata
Auf Wunsch von Königin Satyavati hatte Chitrangadas Halbbruder Bhishma ihn nach Shantanus Tod als seinen Thronfolger im Kuru-Reich eingesetzt. Chitrangada war ein großer Krieger, der viele mächtige Feinde und Asuras besiegte. Doch schließlich forderte ihn der König der Gandharvas heraus. Es kam zu einem heftigen, drei Jahre währenden Kampf zwischen den beiden Kriegern. Am Ende unterlag Chitrangada und wurde vom Gandharva-König getötet. Nach Vollzug des Bestattungsrituals setzte Bhishma sogleich Chitrangadas jüngeren Bruder Vichitravirya als Thronfolger ein, obwohl er noch im Kindesalter war. Gleich seinem älteren Bruder starb Vichitravirya kinderlos, weshalb ihr Halbbruder Vyasa auf Satyavatis Geheiß in einer Leviratsehe Nachwuchs für die Dynastie zeugte.